# Gary Browne
Gary Browne Ramírez (Trujillo Alto, 24 de marzo de 1993) es un jugador de baloncesto puertorriqueño que juega en los Vaqueros de Bayamón del Baloncesto Superior Nacional puertorriqueño y forma parte de la selección de baloncesto de Puerto Rico. Mide 1,85 metros, y juega en la posición de base.

## Trayectoria deportiva
Es un base formado en los West Virginia Mountaineers y tras no ser elegido en el Draft de la NBA de 2015, debutaría como profesional en su país donde jugaría en los Maratonistas de Coamo y en el Atléticos de San Germán
El 2 de agosto de 2017, firma por el Ironi Nes Ziona.
En julio de 2020, firma por el Aquila Basket Trento de la Lega Basket Serie A, procedente del Darüşşafaka S.K. con el que promedió 11 puntos, 2.9 rebotes y 3.6 asistencias en EuroCup.
El 6 de agosto de 2021, firma por el Socar Petkim Spor Kulübü de la Basketbol Süper Ligi turca.
En marzo de 2022 se une a Piratas de Quebradillas.
El 15 de junio de 2022 firma por los South East Melbourne Phoenix de Australia.
Al concluir la NBL asutraliana, se une a los Mets de Guaynabo de la BSN.
El 26 de julio de 2023, regresa a los Phoenix de Australia.
El 11 de junio de 2024 es traspasado a los Vaqueros de Bayamón. En su segunda temporada, en agosto de 2025, conquista el título de liga.